# دانشگاه برونل لندن
دانشگاه برونل لندن (انگلیسی: Brunel University London) یک دانشگاه دولتی در اوکسبریچ غرب لندن می‌باشد که در ۱۹۶۶ تأسیس شده است و در بعد از دوره ویکتوریا به نام مهندس آیزامبارد کینگدام برونل نامگذاری شد. این دانشگاه به سه کالج و سه مؤسسه تحقیقاتی مهم تبدیل شده است، این ساختار در اوت ۲۰۱۴ به تصویب رسیده و همچنین نام دانشگاه را به دانشگاه برونل لندن تغییر داده است. برونل بیش از ۱۲٬۹۰۰ دانش آموز و ۲۵۰۰ کارمند دارد. این دانشگاه نهمین دانشگاه معتبر شهر لندن می‌باشد. این دانشگاه خدمات بسیار خوبی به دانشجویان بین‌المللی ارائه می‌کند.